# Correlação de Bose–Einstein
As correlações de Bose-Einstein são o fenômeno de probabilidade crescente de emissão de bósons idênticos de regiões semelhantes de espaço e tempo devido à imposição da simetria de Bose. A partir de estudos das correlações de Bose-Einstein, pode-se obter informações importantes sobre a extensão espaço-temporal e a coerência das fontes que emitem partículas.